# Eugen Hoffmann
Eugen Hoffmann (* 27. September 1892 in Dresden; † 1. Juli 1955 ebenda) war ein deutscher Bildhauer und Grafiker.

## Leben

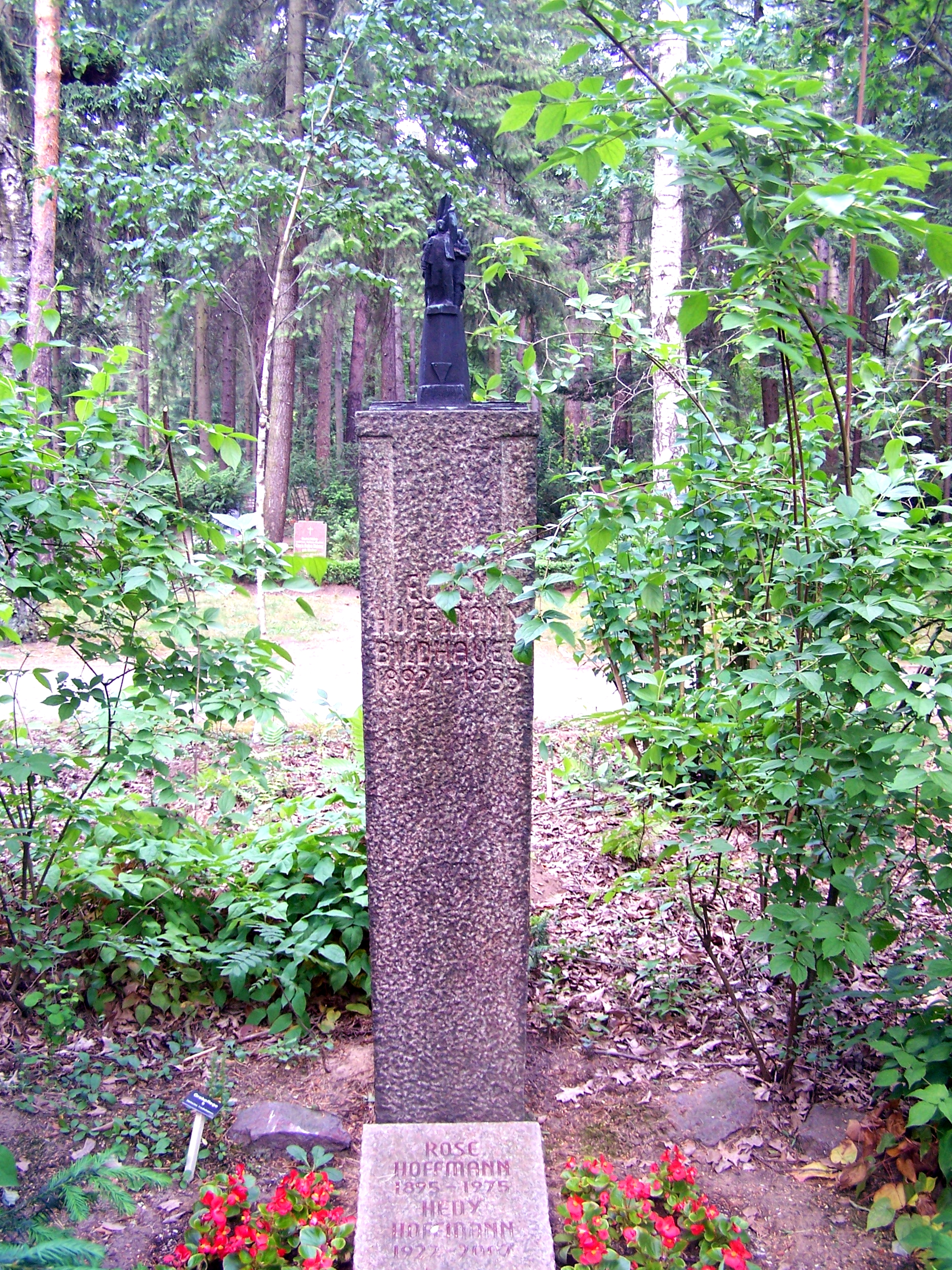
Grab von Hoffmann auf dem Heidefriedhof in Dresden

Von 1908 bis 1912 machte er eine Ausbildung zum Musterzeichner für Tapeten in Dresden, nebenbei besuchte er Abendkurse an der Kunstgewerbeschule bei Carl Rade. Nach 1912 ist Hoffmann kurz freischaffend als Maler und Bildhauer tätig. Ab 1915 leistete er Militärdienst und geriet in der Ukraine in Kriegsgefangenschaft. 1918 studierte er an der Dresdner Akademie bei Robert Diez und ab 1919 als Meisterschüler von Karl Albiker. 1920 wurde Hoffmann Mitglied der Dresdner Sezession Gruppe 1919. Er wurde 1923 Mitglied der KPD. Ab 1924 gehörte er zur Roten Gruppe. 1924 nahm er an der Ersten Allgemeinen Deutschen Kunstausstellung in Moskau teil. 1929 war er Mitbegründer der ASSO in Dresden. Ab 1932 war er Mitglieder Dresdner Secession 1932, an deren erster Ausstellung er 1932 teilnahm.
1933 wurde er inhaftiert. Er erhielt Arbeitsverbot. 1937 wurde in der Nazi-Aktion „Entartete Kunst“ 39 Plastiken und Druckgrafiken Hoffmanns aus der Skulpturensammlung, dem Kupferstichkabinett und dem Stadtmuseum Dresden und dem Museum für Kunst und Heimatgeschichte Erfurt beschlagnahmt. Bis auf vier Plastiken, die auf der Wanderausstellung Entartete Kunst präsentiert wurden und deren Verbleib unbekannt ist, wurden sie vernichtet. Hoffmann emigrierte 1938 nach Prag und 1939 nach England. Dort war er Mitglied des Freien Deutschen Kulturbundes. 1946 kehrte er nach Dresden zurück. In England und dann in Dresden schuf er eine bedeutende Anzahl von Bildern, die das Grauen des Bombenkrieges zeigen. In den ersten Jahren nach Kriegsende „trieb Hoffmann sein faszinierendes Aquarell-Werk voran.“ Von 1947 bis zur Emeritierung 1954 war Hoffmann Professor für Bildhauerei an der Akademie.
Hoffmann gehörte zur „proletarisch-revolutionären Linie der Dresdner Kunst“. Er war einer der „bedeutenden Meister der deutschen Widerstandskunst, die in der DDR ihre Heimat gefunden hatten.“ Er hatte in der SBZ bzw. der DDR eine bedeutende Anzahl von Einzelausstellungen und war an den meisten wichtigen zentralen Ausstellungen beteiligt, u. a. in Dresden 1946, 1949 und 1958/1959 an den Deutschen Kunstausstellungen und 1948 mit 12 Aquarellen aus der Emigration an der Ausstellung „150 Jahre soziale Strömungen in der bildenden Kunst“.
Hoffmann wurde auf dem Dresdner Heidefriedhof bestattet.

## Werke (Auswahl)

### Plastik (Auswahl)
- Porträt Otto Dix (Bronze, 1925; im Bestand der Städtischen Museen Zwickau)[7]
- Flora (Statue, Terrakotta, 1930; im Bestand der Skulpturensammlung der Staatliche Kunstsammlungen Dresden)[8]
- Frauenbüste (Terrakotta, 1926; im Bestand der Skulpturensammlung der Staatliche Kunstsammlungen Dresden)[9]
- Ungleiches Paar (Skulpturengruppe, Bronze, 1931; im Bestand der Staatlichen Galerie Moritzburg, Halle/Saale)[10]
- Das Leben (Rundplastik, Bronze, gegossen, 1949; im Bestand der Nationalgalerie Berlin)[11]
- Partisanin (Büste; Gips, getönt; 1958/1959 ausgestellt auf der Vierten Deutschen Kunstausstellung in Dresden)[12]

### Aquarelle (Auswahl)
- Brennende Stadt (aquarellierte Zeichnung, 1939; im Bestand des Kupferstichkabinetts Dresden)[13]
- Angriff auf London (Aquarell, 1941; im Bestand der Stadtgeschichtliche Museen Dresden)[14]
- Opfer des Krieges (Tafelbild, Aquarell, 1944; im Bestand der Städtischen Kunstsammlung Chemnitz)[15]
- Die Irre (aquarellierte Zeichnung; im Bestand des Kupferstichkabinetts Dresden)[16]
- Menschen im Bunker (Aquarell; 1958/1959 ausgestellt auf der Vierten Deutschen Kunstausstellung in Dresden)

### Grafik (Auswahl)
- Selbstbildnis (Holzschnitt, 1919; im Bestand des Stadtmuseums Dresden)[17]
- Erkenntnis (Holzschnitt, 1920; im Bestand des Stadtmuseums Dresden)[18]

## Einzelausstellungen (Auswahl)
- 1959 Zwickau, Städtisches Museum Zwickau (Wanderausstellung)
- 1963 Berlin, Nationalgalerie (Plastik, Aquarelle, Handzeichnungen)
- 1973 Dresden, Skulpturensammlung im Albertinum (Gedächtnisausstellung)
- 1977 Leipzig, Genossenschaft Bildender Künstler Kunst der Zeit (Aquarelle, Grafik, Plastik)
- 1985 Dresden, Galerie Rähnitzgasse